# Forma tekstowa
Forma tekstowa – jedno z podstawowych pojęć paradygmatyki fleksyjnej, w ujęciu której tworzy ona, wraz z flektemem, formę fleksyjną. Forma tekstowa to postać, w jakiej forma fleksyjna realizuje się w mowie.
Przykład
- Forma fleksyjna: ulicę.
- Forma tekstowa: ulicę — reprezentuje ona formę fleksyjną w konkretnych zdaniach, np. Wyszedł na zatłoczoną ulicę.